# Vlag van Simpelveld

Vlag van de gemeente Simpelveld
(sinds 1984)

Vlag van de gemeente Simpelveld
(1967-1984)

De vlag van Simpelveld is op 26 april 1984 vastgesteld als de gemeentelijke vlag van de Limburgse gemeente Simpelveld. De vlag bestaat uit drie horizontale banen in de kleuren blauw-wit-blauw. Op de vlag is aan de broekzijde boven een witte vogel afgebeeld en onder een schelp. De vogel, de schelp en de kleuren van de vlag zijn afkomstig van het gemeentewapen. De duif en de schelp representeren de heiligen Remigius, schutspatroon van Simpelveld resp. Jakobus de Meerdere, schutspatroon van Bocholtz.

## Eerdere vlag
Op 22 maart 1967 werd een eerdere vlag door de gemeenteraad van Simpelveld aangenomen. Die vlag kan als volgt worden beschreven:
Drie banen blauw-wit-blauw, met op de bovenste baan aan de broekzijde een witte vliegende duif.

## Verwante afbeeldingen

Wapen van Simpelveld (1907)
Wapen van Simpelveld (1983)
Wapen van Bocholtz
Vlag van Bocholtz

Beek 
· Beekdaelen 
· Beesel 
· Bergen 
· Brunssum 
· Echt-Susteren 
· Eijsden-Margraten 
· Gennep 
· Gulpen-Wittem 
· Heerlen 
· Horst aan de Maas 
· Kerkrade 
· Landgraaf 
· Leudal 
· Maasgouw 
· Maastricht 
· Meerssen 
· Mook en Middelaar 
· Nederweert 
· Peel en Maas 
· Roerdalen 
· Roermond 
· Simpelveld 
· Sittard-Geleen 
· Stein 
· Vaals 
· Valkenburg aan de Geul 
· Venlo 
· Venray 
· Voerendaal 
· Weert